# Шафрановский, Иларион Иларионович
Иларион Иларионович Шафрановский (1907—1994) — советский минералог, кристаллограф и историк науки, доктор геолого-минералогических наук (1943), профессор (1945), заслуженный деятель науки РСФСР (1973).

## Биография
Родился 11 (24) марта 1907 в Санкт-Петербурге в семье математика И. Н. Шафрановского (1862—1941) — в то время директора реального училища в Гатчине, а впоследствии директора 1-го Реального училища Александра II в Санкт-Петербурге. До него в семье родились братья: Николай (1898—1916) и Константин (1900—1973) ; сестра Вера (1909—?)
Дед по матери, Вере Константиновне (1870—1942) — митрофорный протоиерей Константин Ветвеницкий, настоятель церкви свт. Спиридона Тримифунтского при Департаменте уделов на Литейном проспекте. 
1930 году окончил геологическое отделение физико-математического факультета Ленинградского университета.
С 1931 года — ассистент, с 1936 — доцент, с 1944 — профессор Ленинградского горного института.
Одновременно, в 1934—1948 годах последовательно — ассистент, доцент и профессор кристаллографии Ленинградского университета.
В начале Великой Отечественной войны вступил в народное ополчение, в боях под Новгородом он был тяжело контужен и демобилизован.
Находясь в эвакуации с университетом, в 1942 году стал доктором геолого-минералогических наук.
В 1946—1984 годах — заведующий кафедрой кристаллографии.
Умер 1 июля 1994 года.

### Научная работа
Кристаллография
Основная тема — кристалломорфология минералов. Его работы и предложенная классификация облегчили ориентацию в многообразии реальных кристаллов, а также расшифровку динамики их формирования в природных и искусственных условиях.
- Ввёл новые понятия вершинных и рёберных простых форм, участвующих в образовании кристаллического тела.
- Развил раздел кристалломорфологии, посвящённый гранным простым формам.
- Изучил полиэдры с входящими углами, структурно-кристаллографические разновидности простых форм.
- Детально исследовал формы кристаллов, искажённых в результате взаимодействия с внешней кристаллообразующей средой (кривогранные, скелетные, зернистые формы, двойниковые образования).

1983 — Соавтор открытия «Кристаллографическая эволюция минералов»
История геологии
Написал научные биографии Е. С. Фёдорова, Н. И. Кокшарова, Н. Стенсена, А. Г. Вернера, труды по истории кристаллографии и минералогии.

## Награды и звания
- Орден Трудового Красного Знамени
- Медаль «За оборону Ленинграда»
- Медаль «За доблестный труд в Великой Отечественной войне 1941—1945 гг.»

- 1970 — Премия имени Е. С. Фёдорова за работы по морфологии кристаллов и истории отечественной кристаллографии[7].
- 1975 — Диплом 3 степени Общества «Знание» за книгу «Симметрия в геологии».
- 1986 — Диплом 1 степени Общества «Знание» за книгу «Симметрия в природе».

- Заслуженный деятель науки РСФСР

## Членство в организациях
- Почётный член Всесоюзного минералогического общества.
- Почётный член Украинского минералогического общества.
- Почётный член Международного общества междисциплинарного исследования симметрии[англ.].
- Член Международной комиссии по истории геологических наук.

## Память
- шафрановскит — именем И. И. Шафрановского был назван новый минерал, открытый в 1982 году на Кольском полуострове[8].